# Axel Petersen
Axel Karl Petersen (Copenaghen, 10 dicembre 1887 – Copenaghen, 20 dicembre 1968) è stato un calciatore danese.

## Carriera

### Nazionale
Prese parte, con la sua Nazionale, ai Giochi olimpici del 1912 dove vinse la medaglia d'argento.

## Palmarès

### Nazionale
- Argento olimpico: 1

Stoccolma 1912